# Wólka Wysoka (osada leśna)
Wólka Wysoka – osada leśna w Polsce, położona w województwie mazowieckim, w powiecie gostynińskim, w gminie Sanniki.
W latach 1975–1998 miejscowość administracyjnie należała do województwa płockiego.